# Rombiolo
Rombiolo là một đô thị ở tỉnh Vibo Valentia trong vùng Calabria miền nam Italia. Rombiolo có diện tích 22,81 km2, dân số 4730 người.
Rombiolo giáp các đô thị: Filandari, Limbadi, San Calogero, Spilinga, Zungri.